# Glory Hole (Film)
Glory Hole ist ein im italienischen Mafia-Milieu spielender Thriller von Romano Montesarchio. In der italienischen Produktion spielen Francesco Di Leva einen Handlanger der Camorra, Gaetano Di Vaio seinen Boss und Mariacarla Casillo dessen Tochter. Glory Hole feierte im Juni 2024 beim Internationalen Filmfestival Shanghai seine Premiere und kam im Juli 2024 in die italienischen Kinos.

## Handlung
Auf einer Party lernt Silvestro die junge Alba kennen, die Tochter seines Bosses. Die beiden beginnen eine heimliche Beziehung, doch diese verstößt gegen alle Regeln von Mafiafamilien.

## Produktion

### Filmstab und Filmtitel
Romano Montesarchio gibt mit Glory Hole sein Spielfilmdebüt und schrieb gemeinsam mit Edgardo Pistone und Stefano Russo auch das Drehbuch. Mit Filmeditor Davide Franco arbeitete Montesarchio bereits für seinen Dokumentarfilm Black Mafia zusammen. Die Filmmusik komponierte Mario Tronco.
Der Titel des Films nimmt Bezug auf ein Glory Hole, ein Loch in einer Wand zum Zwecke meist anonymer Sexualkontakte. Symbolisch steht ein solches für Anonymität und gesichtslose Intimität und ermöglicht menschliche Interaktion ohne Identität. Dahinter liegt ein Zufluchtsort für diejenigen, die wie der Protagonist im Film Angst davor haben, bloßgestellt zu werden, und die Anonymität der Verletzlichkeit vorziehen. Aus einem solchen heraus beobachtet Francesco Di Leva in seinem Versteck andere.

### Besetzung und Dreharbeiten

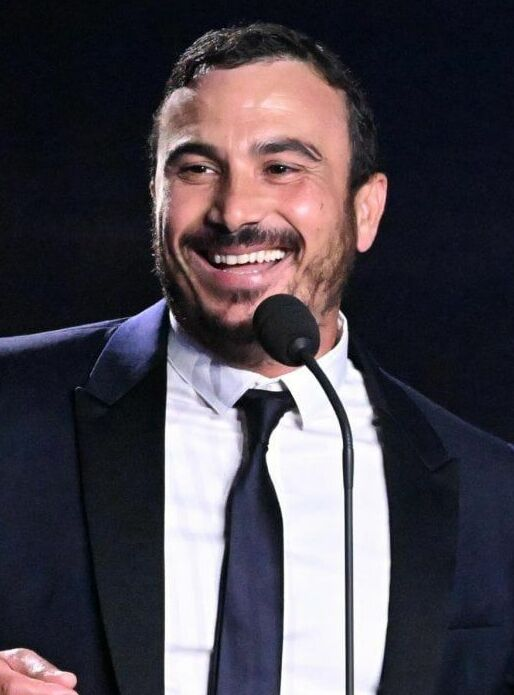
Francesco Di Leva spielt in der Hauptrolle Silvestro

Francesco Di Leva, bekannt aus Filmen wie Nostalgia, Adagio und Die letzte Nacht in Mailand, spielt in der Hauptrolle Silvestro. Er war bereits in dem Film Ein ruhiges Leben – Die Mafia vergisst nicht von Claudio Cupellini in der Rolle eines Mafioso zu sehen. Gaetano Di Vaio, der auch als einer der Produzenten fungierte, spielt Silvestros Boss. Der im Mai 2024 bei einem Autounfall verstorbene Di Vaio ist in Glory Hole in seiner letzten Rolle zu sehen. Mariacarla Casillo spielt dessen Tochter Alba. Mario Pirrello und Roberto De Francesco sind in den Rollen des Priesters und des Privatclubbesitzers zu sehen, Silvestros Kindheitsfreunde, mit denen er sich in dem Bunker versteckt.
Die Dreharbeiten fanden in den Küstenstädten Caserta und Neapel und in Casal di Principe am Golf von Neapel statt, von wo aus die Camorra vorwiegend agiert. Kameramann Marco Vieille Rivara war zuletzt für den Science-Fiction-Thriller Ipersonnia von Alberto Mascia und den Dokumentarfilm Le mie poesie non cambieranno il mondo von Annalena Benini und Francesco Piccolo tätig. Das Szenenbild gestaltete Massimiliano Forlenza.

### Marketing und Veröffentlichung
Die Premiere des Films fand am 20. Juni 2024 beim Internationalen Filmfestival Shanghai statt, wo er in der Sektion Panorama gezeigt wurde. Kurz zuvor wurde der erste Trailer veröffentlicht. Am 18. Juli 2024 kam der Film in die italienischen Kinos.